# János Parti
János Parti (24. října 1932, Budapešť – 6. března 1999 tamtéž) byl maďarský rychlostní kanoista, specialista na singlkánoi. V letech 1949 až 1965 závodil za klub Petőfi Budapešť.
Původně se věnoval lednímu hokeji a rychlobruslení, v sedmnácti letech se zaměřil na kanoistiku. Při reprezentačním debutu na Letních olympijských hrách 1952 skončil na tisícimetrové trati druhý za Josefem Holečkem. Na mistrovství světa v rychlostní kanoistice vyhrál v roce 1954 závod na 1000 m. Na Letních olympijských hrách 1956 získal opět stříbrnou medaili. Vyhrál mistrovství Evropy v rychlostní kanoistice v letech 1957 a 1959 a na LOH 1960 v Římě se stal olympijským vítězem. Posledním velkým úspěchem bylo vítězství na desetikilometrové trati na ME 1961. Získal osmnáct titulů mistra Maďarska.
Po ukončení aktivní kariéry byl stavitelem lodí, trenérem a funkcionářem Maďarského kanoistického svazu. V roce 1996 získal Maďarský záslužný kříž. Jeho manželkou byla basketbalistka Ágnes Szabóová.